# Karel Foud
Karel Foud (* 1966, Plzeň) je český etnograf, památkář, historik a autor odborné a historické literatury.
Je pracovníkem Národního památkového ústavu v Plzni, mezi jeho odborné zájmy patří dokumentace památníků druhé světové války. Je autorem knih o regionální historii v období druhé světové války a jejího osvobozování spojeneckými jednotkami. Řada jeho knih se věnuje Plzeňskému kraji a architektuře jednotlivých sídel.

## Knihy
- Přišli jsme ze Západu, s Martinem Krátkým, Západočeské muzeum v Plzni, 1991
- Lidová architektura v Plzni: minulost, přítomnost, budoucnost, s Tomášem Karlem, Památkový ústav Plzeň, 1992
- Manětínsko: Manětín, Nečtiny, Rabštejn nad Střelou, Nakladatelství Českého lesa Domažlice, 1994
- Městečko Merklín, Nakladatelství Českého lesa Domažlice, 1995
- Lidová architektura: město Plzeň, s Tomášem Karlem, Památkový ústav Plzeň, 1998
- Lidová architektura: okresu Domažlice, s Helenou Weberovou, Okresní úřad Domažlice, 1998
- Jižní Plzeňsko. I, s Tomášem Karlem, Nakladatelství Českého lesa Domažlice, 1999
- Jižní Plzeňsko. II, s Tomášem Karlem, Nakladatelství Českého lesa Domažlice, 2000
- Perly minulosti: oblast Českého lesa, Nava Plzeň, 2000
- Oblast Českého lesa, Nava Plzeň, 2001
- Plzeňsko 1880–1950: Plasko, Kralovicko, Rokycansko, Blovicko, Nepomucko, Přešticko, Starý most Plzeň, 2002
- Operace Argument: historie sestřelení amerických bombardérů u Horšovského Týna, Nepomuku a Lhenic 22. února 1944, s kolektivem, vlastním nákladem, 2004
- Tvorba a ochrana prostředí historických jader měst a obcí, Krajský úřad Plzeňského kraje, 2004
- Městské památkové rezervace a zóny v Plzeňském kraji, Plzeňský kraj, 2007
- Než nastala svoboda, Obecní úřad Chanovice, 2007
- 500 hodin k vítězství, s Milanem Jíšou a Ivanem Rollingerem, Statutární město Plzeň, 2015, s dalšími
- Baroko v Plzeňském kraji, součást kolektivu autorů, Starý most Plzeň, 2016